# 一休さん (テレビアニメ)
『一休さん』（いっきゅうさん）は、日本の禅僧・一休宗純の子供時代の説話『一休咄』などを基にしたテレビアニメである。

## 作品解説
1975年10月15日から1982年6月28日まで、NETテレビ（日本教育テレビ、本作本放送中の1977年からテレビ朝日）系列で全296話が放送された。中央児童福祉審議会推薦番組。
制作は東映動画。
初期には日本船舶振興会（会長が笹川良一の時代。現・日本財団）の単独提供番組で、間には山本直純作曲「火の用心のうた」を用いたCMがオンエアされていた。当初は水曜 19:30 - 20:00 に放送されていたが、『水曜スペシャル』の編成に伴い、半年後に月曜 19:30 - 20:00 へ移動した。末期にはハウス食品工業（現・ハウス食品）の一社提供となり、提供読み上げは増山江威子が担当した。
1960年代末に日本の民話をアニメ化する企画がこのアニメの原案である。その際、他の物語が数案あったが、最終的にこの物語に決定した。しかし、衣装の古さや仏教色の強さなどから、作品が日の目を見るには、本放送期間並みの年月を要することになった。
禅寺の安国寺（あんこくじ）を舞台に、一休がとんちを使って身の回りで起こるさまざまな問題や事件を解決していく。登場するキャラクターをユーモア豊かに描きつつも、南北朝の騒乱さめやらぬ混乱した時代背景を織り交ぜて展開する。
なお、大半の期間は一休の事件解決の痛快さが売り物だが、初期については南北朝の動乱直後の問題の深さゆえに失敗する話や、伊予の局と会えずに悩む話（後の作品では一休に会って助言する話もある）など、痛快とは言い難い話もある。また、一休が武家同士の利己的な戦乱に蹂躙される庶民の姿に心を痛めたり、同じく将軍の命に忠実に従って出陣する新右衛門を複雑な表情で見送るなど、頓智咄の枠に収まらないシリアスな描写もみられる。中期以降は頓知話の種が尽きて、古今東西の物語を翻案したエピソードが多い。
番組初期の第20話で、一休の母親・伊予の局の「あなたは父も母もない」という厳しい言葉に衝撃を受けた末に、一休は琵琶湖へ身を投げる。第21話の冒頭で救われるが、本放送では時間帯が移動しており、かつ1976年春期の番組改編期における特別番組の放映で第20話と第21話の間が数週間開いていた。
アイキャッチでは寺の小坊主たちが口々に一休を呼び、一休が「はーい。慌てない慌てない。一休み一休み…」と答え、フェードアウトしてCMとなる。
各回のサブタイトルは、第9・44・最終回以外は全て「○○と××」というパターンで統一されている。各話の終わりに、座禅を組んでいる一休が、さよちゃんの呼びかけに応じて目を開け、「はーい。面白かったー？じゃーねぇー」とのセリフを言うエンディングで話が締めくくられる。これは、虎や橋の話など、ユーモアのある笑い話系ではこの終わり方で、政治や人権、道徳に関するシビアな話、または感動系のときには「はーい。どうだったー？じゃーねぇー」に変わる。なお、このエンディングは最終回では行われていない。
ただし第1話と第2話では、前半のアイキャッチのバックは太陽のみ（通常は太陽のほか風景のシルエット）、また小坊主たちの呼び声に対する一休のセリフが、第1話では「慌てない慌てない、一休み一休み」（「はーい」のセリフが無い）、第2話では「慌てない慌てない、私は一休。一休み一休み」、後半のエンディングでは、さよちゃんに対する一休のセリフは、第1話では「はぁーい、これでおしまい。また見てねー」、第2話では「これでおしまい」の前に「今日は」が入っていた。また第74話のみ、外観和尚がとんちを考える話で、その回は先述のCM前のアイキャッチ「慌てない慌てない」も含めて、外観和尚が務めた。その際、表示されるタイトルロゴも本来のものとは異なっていた。この他、第143話では足利義満がアイキャッチを担当している。
テレビアニメの放送と並行し、日貿出版社からテレビアニメ製作スタッフによる単行本コミックスが発行された。また、小学館の学習雑誌で漫画版も連載された。作者はヨシダ忠。小学館の学習雑誌の漫画版について当初はアニメとのタイアップ作品であったが、開始から2, 3か月後には『とんちの一休さん』と改題し、テレビアニメ作品とは無関係の作品として描かれている。ヨシダはその理由を「テレビアニメのスポンサーからクレームが入ったらしい」と説明している。この『とんちの一休さん』は、現在「マンガ図書館Z」から常時無料配信されている。
最高視聴率は1976年3月10日放送分の27.2%（ビデオリサーチ・関東地区調べ）で、関西地区では最高視聴率42%を記録した。本放送終了後に版権が切れた本作を購入して放送した系列外の福岡放送では、当時の日本テレビ系列の視聴率が悪かったこともあって本作が視聴率トップであったこともあった。
番組の休止は、開始して間もない水曜時代の1975年11月26日と同年12月10日に『全日本歌謡音楽祭』（この年から開始。前者はノミネート選考会、後者は本戦）で早くも休止、月曜に移動すると春秋の改編期特番や、『ちびっこものまね紅白歌合戦』などの年末年始特番、プロ野球中継などのスポーツ中継、そして、当時直後の月曜20時台に編成されていた渡辺プロダクション制作番組（『みごろ!たべごろ!笑いごろ!』など）を枠拡大するかたちでのザ・ドリフターズなどのバラエティ特別番組で度々休止、その後1979年4月にナベプロ番組が廃止されドラマ枠に転換されると、先述の特番の他、映画放送などで休止される様になった。
宗教法人・パーフェクト・リバティー教団の関連企業である光丘が運営していた遊園地『PLランド』では、他の宗教を題材にした作品でありながら本番組のキャラクターショーを行ったことがある。

## 番組の終焉とその後
末期には視聴率が10％（ビデオリサーチ・関東地区調べ）を下回ることも出て来た。これについてテレビ朝日編成部は「（1981年10月にフジテレビでスタートした裏番組の）『意地悪ばあさん』に食われた（視聴者を取られた）ことも確か」と認めた一方で「七年も続いたので今が潮時では」とも話している。
最終回は一休が安国寺を去り修行の旅に出る話で、レギュラー登場人物一同が別れを惜しみつつも一休の旅の無事を祈るという設定である。ハッピーエンドの結末であるとともに一休（史実のこの時の名は周建）の子供時代の終わりと成長そして高僧への道を暗示した内容となっている。これをもって、6年9か月の放送に幕を降ろした。
このアニメは、日本国外でも放送された。特に仏教国のタイでは教育的な内容から好まれ、『Dr.スランプ アラレちゃん』や『ドラえもん』が放送されるまではもっとも人気のあるアニメだった。中国でも人気があり、孫佳星が歌った主題歌が100万枚を超えるヒットになった。2006年7月からは、ハワイの日本語ケーブルテレビ局・Nippon Golden Network (NGN) で英語字幕つきで放送されている。
東映ビデオから、本作を収録したVHSビデオが1987年から順次発売された（全話収録ではない）。また、2005年にはビクターエンタテインメントから、一休と伊予の局とのエピソード回を収録したDVD『一休さん〜母上さまシリーズ』全5巻が発売された。
また、2012年6月30日にフジテレビ系列で放送されたスペシャルドラマ『一休さん』（主演 - 鈴木福）では、原作の名義が本作を製作した「東映アニメーション」となっているほか、本作で一休の声を演じた藤田淑子がナレーションを担当した。

## とんち
このアニメではたびたびとんち勝負や様々な問題のために、一休が頓智（知恵）を使って解決させる。
頓智を働かせるときには、まず胡座をかき両手の人差し指を舐め、その指で側頭部に2回ほど円を描いてから結跏趺坐で座禅し、ポク、ポクという木魚の音をバックに瞑想する。 その後、閃いたときにはチーンという仏鈴の音と共に一休は“これだ！”と目を見開く。何も浮かばない時には一休は瞑想をやめ「だめだ……」と溜息をつく。細部は省略されることもある。
一休以外の者が同じことをする場合は音が変だったりして、失敗したりすることが多い。例えば新右衛門の場合は木桶の底を叩いたような音が、桔梗屋や将軍の場合はたらいに水滴が落ちたような音がする。
とんち勝負の出題時には毎回、出題者が「そもさん（什麼生。宋代の俗語で「さあどうだ」「いかに」）」と問い、回答者が「せっぱ（説破）」と返し、「汝に問う！」で始まる問答が入る。

## 登場人物

### 安国寺
一休
声 - 藤田淑子
本作品の主人公で、実在の人物「一休宗純」をモデルとする。幼名は千菊丸（せんぎくまる）。第63話の時点で8歳。安国寺では一番の後輩。正義感が強く心優しい、聡明な小坊主。一人称は「私」。周りから時々“とんち小坊主”、“とんち小僧”と呼ばれることもある。聡明である反面ぬけた一面もあり間抜けな面や頼りない面もある。さよからも「一休さん頼りないのね」と呆れられたりする。基本的に頼まれると断れない性格で正義感が強く慈悲深く困っている人を見ると放って置けない。桔梗屋、弥生、将軍からの無理難題もものともせず、あくまで本人は「いじめ」とはとらえずに笑って許せるとんち仲間として桔梗屋や将軍さまの繰り出す難題に挑んでいる。うっかりおねしょをしてしまうなど子供っぽい一面もあり、初期は母親を恋しがる場面もあったが、和尚の使いで母親に会いにいく話で「今夜は吹雪なので泊まっておいきなさい」といわれるも「みんなが待っていますから」と吹雪の中寺へ帰るまでに成長する。
苦手なものは蜘蛛、雷、絵を描くこと、竹馬に乗ること、泳ぐことでかけっこも遅い。他にもやんちゃ姫（＝五条露）、どちて坊やなどが苦手で特にやんちゃ姫には手を焼いており、身勝手でやりたい放題な彼女に関わるたび、頭を痛めている。
後小松天皇の庶子であることがアニメでは（特に初盤に）少しだけ触れられている。ちなみに一休は第6話で初めて自身の父が帝であることを新右衛門から知らされ、それまでは「ただの公家」と教えられてきた。

さよちゃん
声 - 桂玲子
一休の友達。第35話の時点で6歳。安国寺境内の裏手に祖父の吾作と一緒に暮らしている。和尚からは「さよ坊」と呼ばれている。一人称は「わたし」。両親とは死別しており、どちて坊やとの会話で、戦に巻き込まれて犠牲になったことが語られている。懐に母の形見の櫛を持っている。一休のことが大好きで、弥生や若い女の子と一休が親しく話すだけで嫉妬して機嫌を損ねてしまうことが多い。心優しく勇気があり自分が正しいと思ったことは、周りが気兼ねして言えないことや相手が大人であろうと率直な気持ちをぶつけることもある。
第8話までおよび第10話のエンディングのクレジット表示では「さえちゃん」と表示されていたが、第9話および第11話から後は「さよちゃん」と表示される。
サブタイトル（第1話と最終回以外）や次回予告ナレーションも担当しており、「さあ～一休さんたちどうなるのかしら？」に続いて、「○○（タイトル）をお楽しみに、ねっ！」で締める（ただし、最終回の予告では「ご期待ください」で締め、同回のサブタイトルは一休役の藤田自らのナレーションをしている）。
秀念（しゅうねん）
声 - はせさん治
安国寺最年長の兄弟子。兄貴風を吹かすものの、調子に乗りやすい面があるお調子者。桔梗屋の弥生に惚れている。惚れるがあまりに弥生に付きまとってしまう一幕も。そして弥生の婚約話では思うがあまりにやきもちを焼いてしまう一面もあった。初期は一休を小生意気と辛く当たることもあったが、ある一件(第29話で秀念が弥生に好意を寄せていることが利兵エにバレて咎められそうになったのを一休が身代わりになってくれた)を境に和解し、良き兄貴分となる。よくとんちの際一休を応援したりしていた。第289話の主役回では、倒産寸前だった堺の和泉屋の跡取り息子、善吉に弥生がほだされて乗っ取られかけた桔梗屋を身を捨てて助け、破門を解かれた。生家は元武士。明け暮れる修行の苦しさからか、家に帰れる時は人一倍喜んでいた。
哲斉（てっさい）
声 - 清水マリ（第5話まで） → 神谷明（第6話・第7話）→ 井上和彦（第22話以降）
安国寺の小坊主。 出家しているものの、将軍に敵対する南朝方の新田家ゆかりの人物。当初義満のことを敵視して第7話で一時還俗し戦いの世界へ戻るが、第22話で再び寺へ戻ってくる。年齢も一休たちとは少し上で、責任感も強く、初めは生真面目で頑固な性格だったが、本来は困っている人は見捨てられない人一倍優しい性格。露姫に見つかってしまった場面で思わず砕けた表情を見せてしまうなど、中盤からは性格が丸くなっていく。頼りがいがあり、落ち着いた大人の雰囲気で、一休の相談相手になることもある。絵を描くことが趣味。勉強家で、第22話では外観和尚から「読み書きそろばんは、一休に勝る」と評されている。
陳念（ちんねん）
安国寺の小坊主。 太っちょで食いしん坊。おっとりしてマイペース。年齢は一休とおなじか少し上くらい。口調は一休に対しては厳しい。「珍念」と誤記されることがある。秀念とつるんで、よく悪さをしている。主役を務めた回もあり、「私に御仏はいない、修行なんて意味はない」という理由に悩み苦しんだ回があった。そのときは悩むあまりに口も聞かず、皆の元から思わず飛び出してしまったほど。その時、道に迷い一休と迷子になってしまったとき、御仏のありがたさや教えを彼なりに悟っていた。
黙念（もくねん）
声 - 鈴木富子
安国寺の小坊主。年齢や背丈は一休くらいで、ちょっとおっちょこちょい。先輩の秀念に頭が上がらないらしくいつも秀念の腰巾着で目立たない存在であるが寺のおつとめに関しては誰よりも真面目で和尚から叱られることもほとんどない。年齢の近い陳念や哲梅たちと仲が良く、よく一緒にいることが多い。
哲梅（てつばい）
声 - 中野聖子
安国寺の小坊主。 地味であまり目立たないが、母親の借金を立替える回では主役を務めた（第72話）。年齢は一休と同じくらい。そばかすが特徴。陳念が御仏に悩んでいたときに親身になっていた。
外観和尚（がいかんおしょう）
声 - 宮内幸平、大久保正信（第248 - 250話）
貧乏寺である安国寺の住職。小坊主達を厳しくも温かく見守っており、とんちに優れる一休に対し特に目をかけている分、第28話では敢えて厳しい方法で彼に教えを説くこともある。将軍が一休をへこましたいがためにたびたび難題を持ちかけてくるのを「義満公にも困ったものじゃ」とぼやく。腰痛持ち。秀念によると外観は夏生まれで暑さには強いとのこと(第126話)。度量の広い人物で、頼られれば日頃は厄介な存在でもある将軍や桔梗屋の相談に乗る。俗名は徳松（第263話）。
製作者の設定では「外観和尚」とされているが、史実の住職は像外集鑑（ぞうがいしゅうかん）。当時の安国寺は室町幕府が後援している寺院であり貧乏寺ではない。
吾作
声 - 山田俊司
さよの祖父。貧しい寺男。大根作りの名人であり、天候を予想する特技も持つ。高齢からか腰痛であり、木から落ちてしまったり病に倒れたりと事あるたびになにかとさよを心配させている。両親がいないさよをいつも不憫に思いながら、2人で支え合っている。一日だけ外観と立場を交換して安国寺に来た修行僧たちととんち問答をしたことがある(第83話)。
たま
さよが飼っている猫。
性別は不明確で、回によってはメス猫の前で張り切るたまがオスとされたり、将軍様の可愛がるメス猫”ルリ”に焼きもちを焼くシーンでさよに「お姉さんなんだから」とメス扱いされたりと、まちまちである。
てるてる坊主
一休が安国寺に修行に入る際、母が自らの小袖から作り持たせた。表情豊かで、普段は安国寺の渡り廊下前の木にぶら下げられている。初期の頃は、常に“優しく微笑むような表情”をしていたが、第41話辺りから徐々に暗い表情や怒りなどの様々な表情をしたり、風もないのにポーズが変わったり(第71話)、くしゃみまでするようになる(第102話)。
時折、悩んだ一休が母に見立てて相談をしたりする。
エンディングでは独演に近い。

### 幕府
蜷川 新右衛（ヱ）門（にながわ しんうえもん）
声 - 野田圭一
寺社奉行という幕府の高官で、武芸の達人でもある一本気で誠実な性格の青年武士であるが、その正体は将軍の側近及び、蜷川家の跡取り。一人称は「拙者」。名前は周りから“しんえもん”と呼ばれているが、読みは“しんうえもん”で第51話などのタイトルテロップの新右衛門の字に上記のルビが振られている。将軍の側近としては、部下へ命令や指示を出したり、戦や一揆が起きた際には、愛馬（白馬）を駆って鎮圧に駆け付けるなど、果敢に勤めを果たしている。最初は将軍の命により、天皇の落胤という出自を持つ一休の監視を命じられていたが、一休に接しているうちに、そのとんちの鮮やかさと性格にほれ込み、自ら弟子入りを希望するようになる。次第に一休とは本当の仲間のようなかけがえのない関係となり、「新右衛門さん」と呼ばれ、一休から「親友」と言われたり、さらに、第98話では「新右衛門さんと私は兄弟同然の仲」とも評されている。そのため、寺の小坊主たちや外観和尚、さよたちからも仲間のように慕われ、頼りとされる存在になっていく。しかし、一休たちの力が及ばないときは、寺社奉行の「蜷川新右衛門」として、政治の力を借りて問題を解決することもある。
毎回、何かしらの難題について、彼が一休のところに相談に来る場面から物語が始まるパターンが多く、まず、新右衛門が安国寺の境内に「一休さーん、一大事で御座るー！」と駆け込み、「どうしました、新右ヱ門さん」「どうしたもこうしたもないで御座るよ」という会話のやりとりから始まるのがお約束である。時々、自らも一休の真似をしてとんちを働かせ解決しようとする場面がある（彼がとんちを思案している時の音は、一休の木魚の音よりも鈍い音になる）。また、桔梗屋の主人や弥生のずるがしこさやあくどさには辟易しており、桔梗屋の主人とも折り合いが悪い。あまりに陰険でしつこい桔梗屋を「さっさと立ち去れ！」と追い返したこともある。
初期には一休の出自もあって「一休殿」と呼んでいたが、一休に嫌がられたために「一休さん」と呼ぶようになった（第21話より）。
末姫に惚れているが、自らが末姫に惚れられていることには気付いていない。ちなみに末姫が登場する回では新右衛門の「それにつけても姫の愛しさ」という言い回しが口癖となる(第54話)。
最終回では、修行のために安国寺を発った一休と最後に出会う。互いに別れを惜しみ、滂沱の涙を流しながら「一休さぁーん!」と叫びながら、去り行く一休を見送った。
モデルは、実在の人物である蜷川親当（にながわ ちかまさ）で、蜷川家当主代々の通称が「新右衛門（しんうえもん）」である。史実では一休宗純の連歌の弟子であり、「頓智（とんち）」の弟子ではない。また実際には、一休宗純が壮年になってからの子弟関係であり、一休よりも若年である。蜷川氏は山城守護および政所執事を世襲した伊勢氏の親族であったため、伊勢氏の下で山城守護代および政所代として軍事・警察および財務・訴訟を司る一族として活躍した。また幕府の奉公衆でもあり、隣国丹波に所領を与えられ有事の際には軍事力を提供した。「寺社奉行」という役職も、史実では室町幕府には存在せず江戸幕府三奉行の一である。
足利義満（あしかが よしみつ）
声 - 山田俊司
室町幕府の3代将軍。2代将軍義詮の子で、初代将軍尊氏の孫。劇中では「将軍さま」と呼ばれるが、新右衛門はじめ家臣のみ「上さま」と呼称する。一人称は「我」を意味する「余」（よ）だが、私人として接するときには「わし」を用いる。南朝方の母を持つ一休の行動を警戒しており、市井でも冷酷非情な暴君と噂されているが、根はおおらかな人物。一休やさよからも「優しい将軍さま」と慕われている反面、「わがままで子供っぽい将軍さま」と呆れられている面もある。当初は一休がどんなとんちを出すかを余興として楽しむだけであったが、次第に桔梗屋と手を組んで無理難題をふっかけるなど、悪ふざけがエスカレートしていく。一休をしばしば呼び寄せては自作の頓智をふっかけるが、たいてい一杯食わされて地団駄を踏むはめになり、「またしても一休殿にしてやられたわ、ナハハハ・・」と豪快に笑ったりする。素直に一休に負けを認めるなど度量も大きい。甥の少将小太郎が一休のとんちを認めず、駄々をこねるのを「見ぐるしい」とたしなめるエピソード（第36話）もある。気まぐれかつ短気でわがままで、戦も頻繁に行い、民の生活を顧みないことが多いが、時には正義感から仁政を行うこともある。ただしこれも、一休の頓智に負けた結果によることが多い。露姫（やんちゃ姫）が苦手で、遊びに来たときには新右衛門や一休に面倒を見させている。作中では親族として、わがままな夫に諫言する賢夫人の奥方さま（第15話他）や長男の義持（第15話他）、孫娘の朝姫（第115、258話）が登場する。ネズミが苦手（第150話）で、幼少時は守り役の綾乃に泣きついていた（第214話）。自己中心で家臣を振りまわす困った主君だが、太田八斎（第149話）や綾乃（第214話）など幼少時に世話をかけた旧臣には手厚く報いている。
史実の足利義満は、一休が生まれた時には既に将軍職を義持（作中では義持はハイハイが終わったばかりの幼児）に譲り出家しており、金閣寺も義満の隠居所である。そのため、一休の時代においては「将軍さま」ではなく「大殿さま」「大御所さま」などと呼ぶのが自然であるが、番組スタッフがあえて将軍として登場させ、出家もしていない。史実でもアニメの描写に輪をかけてワンマンな性格だったと伝えられるが、室町時代の全盛期を築いた有能な人物だった。

### 桔梗屋
桔梗屋 利兵エ（衛）（ききょうや りへい）
声 - 緒方賢一
幕府御用達の商人。本職は米問屋らしいが、色々と手広く商売をやっている。豪商の常でお金に目が無く、阿漕な商売を企んでは一休にとんちでとっちめられ痛い目に遭う。それでも懲りずに反撃するも、自らしむけた無理難題が、必ず自分に跳ね返って散々な結果になってしまう。ずるがしこくあの手この手で一休を陥れようと企み、「今度こそ一休さんをギャフンと言わせますよ」と将軍を引き込むことも多い。また、あくどい商法で住民たちから嫌われており、そのずるさで名が知れ渡っている。一休に近づくときはたいていなにか企んでいる時であり、嫌がらせをすることもしょっちゅうだが、困り事が生じたときは一休に泣きついて相談を持ちかける。悪徳商人の見本のような人物だが、本来は悪い人ではなく、安国寺にも度々つけ届けをしており、案外信心深い。「そんな無茶な」「冗談ですよ〜、一休さん」「そんな殺生な」「将軍さまもノリノリだったじゃありませんか」が口癖。実は子供の頃に戦で住む場所も両親も失い生きるために卵を万引をしたが、相手に許されて京都にたどり着きその後必死に働き続けて自身の店を持った苦労人(第27話)。巳年生まれ(第72話)。第89話で桔梗屋開店30周年を迎えている。
桔梗屋 弥生（ききょうや やよい）
声 - 小山まみ（第1話 - 第3話）→吉田理保子（第4話以降）
桔梗屋利兵衛の一人娘。一人称は「あたし」。父の商いの手伝いをしている才媛。器量は良いが、豪商のお嬢様なせいか、わがままな性格で時々一休への嫌がらせも行うが、父親ほどではない。少し小悪魔的なところもあり、一休に媚態で寄り添い、さよの嫉妬を買うこともあった。また、一休への当てつけに安国寺の面々をからかったりいじわるもするが(決していじめではない)、時には手を差し伸べたり、優しさを見せたりもする。しかしそれも一休に近づくための芝居がほとんどであり、結局ボロが出て悔しがる結末となる。このように、普段は一休たちとはいわゆる喧嘩友達のような間柄だが、自分がピンチのときには、父親同様一休に泣きついて、結局助けてもらうパターンも多くみられる。一休の兄弟子・秀念に、秘かに想いを寄せられている（弥生は全く気づいていない）。第289話では窮地に陥ったとき自身とお店（たな）の身代を秀念に救われた。第114話で年始の挨拶に来た一休に「私は、午年生まれで今年年女なの」と言っている。ただし、第72話で「（父、利兵衛よりも）二回り下の巳年生まれ」と口にする場面もある。第245話の主役回では、借金のカタに取り上げられた十一面観世音菩薩を取り戻すために、老骨に鞭打つ機織りのお甲婆さんを憐れんで狂言強盗を一計、密かにお甲婆さんに返却するなど優しい一面も見せた。

### その他
伊予の局（いよのつぼね）
声 - 坪井章子→増山江威子
一休の母。俗名照子。日野中納言・持明院基親の娘で天皇の女官。後小松天皇との間に生まれたのが一休。将軍に敵対していた南朝側・藤原氏系日野家の出身であったため、将軍によって一休と引き離され小さな家に使用人・おはる（声 - 坪井章子）と暮らしている。将軍は後にこれを恥じ、一休と住めるように大きな家を建てるが、一休はこれを断る。息子の身を日々案じ、修行を重ねて立派な僧になって欲しいと願っている。普段は機織りをするなどして過ごしている(第8話)。母を恋しがるさよを慰め、「今日からさよちゃんのお母さんになります」との言葉通りそれ以降彼女の母のように接するようになる(第34話、第109話)。
ナレーターは伊予の局と二役で坪井が行っており、後に伊予役と共に増山に引き継がれた。
五条 露（ごじょう つゆ）
声 - 白石冬美
五条家の末娘。名付け親は外観和尚。第55話で初登場。一人称は「わらわ」。日々退屈からくるストレスからよく屋敷を飛び出しては、ひと騒動起こす。将軍さえも恐れぬそのやんちゃな性格から、露（姫）ではなくやんちゃ姫と呼ばれることの方が多く、その扱いには一休ですら手を焼かされる有様。反面、頭の回転が早く、その派手な行動ぶりは一休や義満ら周囲を唖然とさせる。本来は心優しいところもあるが、あまりのやんちゃぶりのせいで、そういった印象は希薄である。
しかし、さよや一休の協力で村の子供達と普通に仲良く遊んだり、唯一心を開く一休の言うことには耳を傾けるなど、次第にあまりにも傍若無人なわがまさは薄れていく。また、ロマンチストな一面もあるらしく、自身が飼う番いの小鳥の雄に「秋の日の 鳥の鶏冠の 藤三郎」と（一休原案の「籐三郎」に無理やり、雅やかにして欲しいと）一休に名付けさせたりしている（第55話）。雌の名は「ぴぴ」である。しかし、そんな露姫も父親の五条公にだけは全く頭が上がらない他、自らのペースに動じない相手への対処も苦手で、元義満傅役・太田八斎のスパルタ教育には根負けして一休に助けを求めている（第149話）。ライバルは”おすまし姫”こと中務（なかつかさ）家の須磨姫（第158話）。頭を剃られてしまったことがある（実はカツラだった）（第274話）。「～ぞよ」、「打ち首じゃ！」が口癖。
末姫（すえひめ）
声 - 増山江威子
西国の大大名大内家の娘。淑やかで美しい姫。新右衛門とは実は相思相愛だが、女心に疎い新右衛門は彼女の想いに気付いていない。一休も（時には新右衛門に頼られて）何とか仲を取り持とうと画策するが、外観和尚から子供が大人の色恋沙汰へ介入すべきではないと、叱られる羽目になる。普段は物腰が柔らかく奥ゆかしい性格だが義満の家来との試合でなぎなたで相手を打ち負かすなど女性ながら武芸に長けている(第54話)。謹厳な性格で、鷹丸という名の弟がいる（第170話）が、旅の途中であまりの姉のスパルタ教育ぶりに辟易して逃げ出している。
どちて坊や
声 - 潘恵子
安国寺近辺でよく遊んでいる幼い少年で、素直ではあるが接した相手へなにかにつけて少しでも疑問を感じると即座に「どちて?」と質問を投げかけることからこう呼ばれる。まだ幼児故に説明されても難しいことは理解しきれないのに納得するまで引き下がらず、さらには簡単な質問で相手に答えられて納得しても次の新たな質問を矢継ぎ早にする事まで多い（悪気はない）ため、多くの者が回答に窮するか嫌気が差して退散する。このせいで周囲からは苦手意識を抱かれたり嫌われてもおり、一休でさえ苦手にしている人物の一人。あまりに「どちて」と聞くと「知らない事もあるから、相手が困る時はもう止めなさい」と叱られたり、酷い時はその場から追い出されてしまう幕も。実は戦災孤児で、南北朝争乱によって両親を失っていて寂しがりやな面も強い。当初新右衛門から“幼くて名前も住所も言えない迷子”として安国寺で預かってもらうが、本名は“こうた”で、安国寺の隣村で祖父母と暮らしていることが判明する(第127話)。
※エンディングではその回の出演した声優全員はクレジット表示されず、主役クラスの声優のみ表示され、その他の声優は「協力：青二プロ」の表示で統一されていた。

## スタッフ
- 製作 - 今田智憲
- プロデューサー - 坂梨港、高見義雄、栗山富郎
- 音楽 - 宇野誠一郎
- 製作担当 - 吉岡修→菅原吉郎
- キャラクターデザイン・監修 - 我妻宏
- 総作画監修 - 石黒育
- 美術設定 - 影山勇
- 美術 - 影山勇、福本智雄、千葉秀雄、伊藤雅人、佐貫利勝、襟立智子
- チーフディレクター - 矢吹公郎
- NET→テレビ朝日プロデューサー - 宮崎慎一→碓氷夕焼
- 編集 - 花井正明、鳥羽亮一（タバック）
- 録音 - 神原広己、今関種吉、田中英行、佐藤守（タバック）
- 音響効果 - 大平紀義（E&M）
- 選曲 - 賀川晴雄
- オーディオディレクター - 小松亘弘
- 製作進行 - 佐々木章、永丘昭典、高山秀樹 他
- 現像 - 東映化学
- 制作 - NETテレビ→テレビ朝日、東映動画

## 主題歌・挿入歌
オープニングテーマ「とんちんかんちん一休さん」
作詞 - 山元護久 / 作曲・編曲 - 宇野誠一郎 / 歌 - 相内恵、ヤング・フレッシュ
エンディングテーマ「ははうえさま」
作詞 - 山元護久 / 作曲・編曲 - 宇野誠一郎 / 歌 - 藤田淑子
オープニングでは、冒頭に鐘の音が鳴り、さよちゃんが「一休さーん」と呼んだ後に、一休さんが「はーい！」と返事をすると同時にタイトルロゴが飛び出す。返事をした時点から曲がスタートする。
主題歌を歌った相内はヤング・フレッシュのメンバーで、録音当時小学2年生の少女であった。日本での主題歌のレコード売り上げはミリオンセラーを記録した。主題歌シングルは、オリコンの「TVマンガ・童謡部門」のチャートで1976年度の年間チャート1位を記録した。日本音楽著作権協会（JASRAC）の著作権使用料分配額（国内作品）ランキングで「とんちんかんちん一休さん」は2019年度の年間7位を獲得した。
2010年7月には、沢村一樹が一休さんに扮した「一休.com」のCMで、「すきすきすき…」で始まるオープニングの冒頭部分がインストゥルメンタルで使用された。
2018年度のNTTドコモのキャンペーンCMにて「とんちんかんちん一休さん」の替え歌が使用されている（演奏部分はオリジナルを使用）。なお同年11月10日から、演歌歌手の細川たかしが出演・歌唱しているバージョンが放送されている（演奏部分はバージョンが異なるものを使用）。
オープニングの曲は中国・上海で放映された薬のテレビCM「可迪」に無断で使用されたことがある。後年、アサヒ飲料の「三ツ矢サイダー」のCM（2012年度のみ）で替え歌として使用、キリンの「午後の紅茶」のCM（2017年度、歌 - 中納良恵（EGO-WRAPPIN'））にも使用され、CMでは宮崎あおいによるアイキャッチ台詞「慌てない慌てない」が使用された。また、FMラジオの仏教バラエティ番組「拝、ボーズ!!」のテーマ曲にも使用されている。
エンディングの歌詞は一休が書いた母宛の手紙の内容になっており、歌も一休役の藤田が歌っている。また、映像は安国寺のてるてる坊主が四季の風景を背景に描かれる。
1時間の拡大版では、オープニングとエンディングは現実の京都の風景を使った、特別バージョンが使用された。またエンディングに使用されたてるてる坊主の表情は、通常が「うつむき」と「口閉め笑顔」の2つであるのに対し、拡大版ではその2つの他、「怒り」・「口開き笑顔」が使用された。
アルバム
日本コロムビアより「一休さん・とんち集」と「一休さん・うたとおはなし」の二種類の30センチLPレコードが製作された。
いずれもテレビまんが製作スタッフによる声優の吹き込みによるお話しと、オープニングテーマとエンディングテーマの他、挿入歌4曲が収録されている。
挿入歌
「ひとやすみの歌」
作詞 - 矢吹公郎 / 作曲 - 宇野誠一郎 / 歌 - ヤング・フレッシュ
「てるてる坊主の歌」
作詞 - 矢吹公郎 / 作曲 - 宇野誠一郎 / 歌 - 藤田淑子、増山江威子
「鐘がゴーンと鳴りゃ」
作詞 - 辻真先 / 作曲 - 宇野誠一郎 / 歌 - 藤田淑子
一休達が作中よく歌っている曲。
「そもさんせっぱのうた」
作詞 - 矢吹公郎 / 作曲 - 宇野誠一郎 / 歌 - 千葉由美、ヤング・フレッシュ
第51話の冒頭などで流れる。

## 各話リスト
| 話数    | 放送日          | サブタイトル                                                             | 脚本                                     | 演出                | 作画監督          |
| ------- | --------------- | ------------------------------------------------------------------------ | ---------------------------------------- | ------------------- | ----------------- |
| 第1話   | 1975年 10月15日 | てるてる坊主と小僧さん                                                   | 辻真先                                   | 矢吹公郎 今沢哲男   | 端名貴勇 石黒育   |
| 第2話   | 10月22日        | まんじゅうとねずみ                                                       | 辻真先                                   | 生頼昭憲            | 荒木伸吾 山口泰弘 |
| 第3話   | 10月29日        | とんち合戦とねこのタマ                                                   | 山崎忠昭                                 | 新田義方            | 木暮輝夫 森下圭介 |
| 第4話   | 11月5日         | しの字とひとやすみ                                                       | 辻真先                                   | 古沢日出夫          | 石黒育            |
| 第5話   | 11月12日        | たけのこと虎退治                                                         | 山崎忠昭                                 | 今沢哲男            | 端名貴勇          |
| 第6話   | 11月19日        | さむらいと千菊丸                                                         | 辻真先                                   | 生頼昭憲            | 山口泰弘          |
| 第7話   | 12月3日         | なぞなぞ問答と山伏                                                       | 辻真先                                   | 山本寛己            | 木暮輝夫          |
| 第8話   | 12月24日        | あみだ様とわら靴                                                         | 田代淳二                                 | 矢吹公郎            | 我妻宏            |
| 第9話   | 1976年 1月7日   | めでたくもありめでたくもなし                                             | 辻真先                                   | 今沢哲男            | 端名貴勇          |
| 第10話  | 1月14日         | 立派な衣裳と風邪薬                                                       | 山崎忠昭                                 | 古沢日出夫          | 石黒育            |
| 第11話  | 1月21日         | するめとやせ蛙                                                           | 大川久男                                 | 永樹凡人            | 永樹凡人          |
| 第12話  | 1月28日         | すて子と闇夜のからす                                                     | 田代淳二                                 | 山本寛己            | 木暮輝夫          |
| 第13話  | 2月11日         | おねしょとお姫さま                                                       | 山崎忠昭                                 | 生頼昭憲            | 山口泰弘          |
| 第14話  | 2月18日         | あくびと猫の茶わん                                                       | 大川久男                                 | 古沢日出夫          | 石黒育            |
| 第15話  | 2月25日         | あばれ馬とジャンケンポン                                                 | 田代淳二                                 | 今沢哲男            | 端名貴勇          |
| 第16話  | 3月3日          | ケチ兵衛と歌の名人                                                       | 山崎忠昭                                 | 永樹凡人            | 永樹凡人          |
| 第17話  | 3月10日         | おしっことしゃっくり                                                     | 大川久男                                 | 山本寛己            | 木暮輝夫          |
| 第18話  | 3月17日         | 泥棒と地蔵さん                                                           | 辻真先                                   | 生頼昭憲            | 山口泰弘          |
| 第19話  | 3月24日         | われた徳利と二人の母                                                     | 大川久男                                 | 古沢日出夫          | 石黒育            |
| 第20話  | 3月31日         | おっぱいと兄弟げんか                                                     | 田代淳二                                 | 今沢哲男            | 端名貴勇          |
| 第21話  | 4月12日         | 一休納豆と腹ぺこ道中                                                     | 田代淳二                                 | 矢吹公郎 遠藤勇二   | 木暮輝夫 石黒育   |
| 第22話  | 4月19日         | 縄のわなと笑わぬ哲斉                                                     | 辻真先                                   | 生頼昭憲            | 山口泰弘          |
| 第23話  | 4月26日         | 木登りとあずけた財布                                                     | 田代淳二                                 | 永樹凡人            | 永樹凡人          |
| 第24話  | 5月3日          | うそつきとお仕置き                                                       | 大川久男                                 | 古沢日出夫          | 石黒育            |
| 第25話  | 5月10日         | とうふと将軍さまの鹿                                                     | 山崎忠昭                                 | 矢吹公郎            | 富永貞義          |
| 第26話  | 5月17日         | 何にもないとつげの櫛                                                     | 田代淳二                                 | 遠藤勇二            | 木暮輝夫          |
| 第27話  | 5月31日         | 桔梗屋さんと思い出ばなし                                                 | 辻真先                                   | 今沢哲男            | 端名貴勇          |
| 第28話  | 6月7日          | つらい修業と鬼の和尚さん                                                 | 山崎忠昭                                 | 古沢日出夫          | 石黒育            |
| 第29話  | 6月14日         | おぼろ月夜と弥生の聟                                                     | 辻真先                                   | 山本寛己            | 進藤満尾          |
| 第30話  | 6月21日         | どじょうとうなぎと母上さま                                               | 田代淳二                                 | 永樹凡人            | 永樹凡人          |
| 第31話  | 6月28日         | お百姓と槍の試合                                                         | 大川久男                                 | 石黒昇              | 富永貞義          |
| 第32話  | 7月12日         | 七夕と母のお守り                                                         | 田代淳二                                 | 生頼昭憲            | 山口泰弘          |
| 第33話  | 7月19日         | 野武士と末期の水                                                         | 辻真先                                   | 古沢日出夫 寒竹清隆 | 木暮輝夫          |
| 第34話  | 7月26日         | 竹馬とたからもの                                                         | 田代淳二                                 | 今沢哲男            | 端名貴勇          |
| 第35話  | 8月2日          | 悪代官とお化け寺                                                         | 田村多津夫                               | 古沢日出夫          | 石黒育            |
| 第36話  | 8月16日         | 小さなしじみと大きないたち                                               | 辻真先                                   | 石黒昇 吉田健次郎   | 富永貞義          |
| 第37話  | 8月23日         | がまん会ときもだめし会                                                   | 辻真先                                   | 今沢哲男            | 進藤満尾 端名貴勇 |
| 第38話  | 8月30日         | 弱い新右ェ門と強い花嫁                                                   | 辻真先                                   | 生頼昭憲 寒竹清隆   | 木暮輝夫          |
| 第39話  | 9月6日          | さむらいと池の鯉                                                         | 田村多津夫                               | 矢吹公郎 寒竹清隆   | 森英樹            |
| 第40話  | 9月13日         | 孝行餅と百目ローソク                                                     | 山崎忠昭                                 | 今沢哲男            | 端名貴勇          |
| 第41話  | 9月20日         | 一ぱいのお茶とりっぱな御殿                                               | 田代淳二                                 | 生頼昭憲            | 山口泰弘          |
| 第42話  | 9月27日         | 鳴かぬからすと仏さま                                                     | 田村多津夫                               | 古沢日出夫          | 石黒育            |
| 第43話  | 10月11日        | 大水とかんにんぐ                                                         | 辻真先                                   | 寒竹清隆            | 木暮輝夫          |
| 第44話  | 10月18日        | 消えたてるてる坊主                                                       | 松岡志奈                                 | 石黒昇 吉田健次郎   | 富永貞義          |
| 第45話  | 10月25日        | 菊の花とおまんじゅうの片割れ                                             | 高森マオ                                 | 今沢哲男            | 端名貴勇          |
| 第46話  | 11月1日         | 将軍さまとまきわり                                                       | 大川久男                                 | 古沢日出夫          | 石黒育            |
| 第47話  | 11月8日         | 堺の町とにせ一休                                                         | 辻真先                                   | 生頼昭憲            | 山口泰弘          |
| 第48話  | 11月15日        | 火事と消えた仏像                                                         | 田代淳二                                 | 寒竹清隆            | 木暮輝夫          |
| 第49話  | 11月22日        | ひょうたんとお家騒動                                                     | 山崎大助                                 | 今沢哲男            | 端名貴勇          |
| 第50話  | 11月29日        | ふしぎな動物と危ない橋                                                   | 福澤見                                   | 古沢日出夫          | 石黒育            |
| 第51話  | 12月6日         | 一休と新右ェ門歌くらべ                                                   | 辻真先                                   | 矢吹公郎 寒竹清隆   | 木暮輝夫          |
| 第52話  | 12月13日        | きつねと宝さがし                                                         | 山崎大助                                 | 今沢哲男            | 端名貴勇          |
| 第53話  | 12月20日        | とんち封じと歳の暮                                                       | 田代淳二                                 | 古沢日出夫          | 石黒育            |
| 第54話  | 1977年 1月3日   | 強い新右ェ門といとしい姫                                                 | 辻真先                                   | 生頼昭憲 寒竹清隆   | 木暮輝夫          |
| 第55話  | 1月10日         | 逃げた鳥とやんちゃ姫                                                     | 辻真先                                   | 生頼昭憲            | 山口泰弘          |
| 第56話  | 1月17日         | 頑固じいさんとやさしい新右ェ門                                           | 辻真先                                   | 今沢哲男            | 端名貴勇          |
| 第57話  | 1月24日         | 迷信とからすの恩返し                                                     | 斉藤千恵子                               | 古沢日出夫          | 石黒育            |
| 第58話  | 1月31日         | 紙人形と梅の花                                                           | 田代淳二                                 | 寒竹清隆            | 木暮輝夫          |
| 第59話  | 2月7日          | 飛ばないとりと借金とり                                                   | 辻真先                                   | 生頼昭憲            | 山口泰弘          |
| 第60話  | 2月14日         | おしゃべり人形とお稲荷さん                                               | 福澤見                                   | 今沢哲男            | 山本福雄          |
| 第61話  | 2月21日         | ふすま絵と鯉の滝のぼり                                                   | 山本真帆                                 | 古沢日出夫          | 石黒育            |
| 第62話  | 2月28日         | かもねぎととんち将軍                                                     | 山崎忠昭                                 | 矢吹公郎 寒竹清隆   | 木暮輝夫          |
| 第63話  | 3月7日          | 逃げ出したごちそうと桜の花                                               | 山本真帆                                 | 今沢哲男            | 山本福雄          |
| 第64話  | 3月21日         | 植木鉢と米俵                                                             | 大川久男                                 | 生頼昭憲            | 山口泰弘          |
| 第65話  | 4月11日         | やんちゃ姫と裸の松の木                                                   | 辻真先                                   | 古沢日出夫          | 石黒育            |
| 第66話  | 4月18日         | 捨てられた子と嘘くらべ                                                   | 田代淳二                                 | 寒竹清隆            | 木暮輝夫          |
| 第67話  | 4月25日         | あまのじゃく合戦と花嫁さん                                               | 山崎忠昭                                 | 今沢哲男            | 山本福雄          |
| 第68話  | 5月2日          | 金の仏像と将軍のおくりもの                                               | 辻真先                                   | 生頼昭憲 高山秀樹   | 山口泰弘          |
| 第69話  | 5月9日          | 杉のかぶとと折紙和尚                                                     | 福澤見                                   | 古沢日出夫          | 石黒育            |
| 第70話  | 5月16日         | 人さらいとお猫さま                                                       | 田代淳二                                 | 寒竹清隆            | 木暮輝夫          |
| 第71話  | 5月23日         | 一人かごと十六なべ                                                       | 田代淳二                                 | 今沢哲男            | 山本福雄          |
| 第72話  | 5月30日         | 大事なひげと和尚さん                                                     | 大川久男                                 | 古沢日出夫          | 石黒育            |
| 第73話  | 6月6日          | 借金と新右ェ門のお裁き                                                   | 山崎忠昭                                 | 影山勇 寒竹清隆     | 木暮輝夫          |
| 第74話  | 6月20日         | やんちゃ姫とたいくつ将軍                                                 | 辻真先                                   | 生頼昭憲            | 山口泰弘          |
| 第75話  | 6月27日         | 一休の思いやりと永平寺                                                   | 辻真先                                   | 今沢哲男            | 山本福雄          |
| 第76話  | 7月4日          | かりたお金ととんち箱                                                     | 田代淳二                                 | 古沢日出夫          | 石黒育            |
| 第77話  | 7月11日         | さよちゃんと縁結び                                                       | 大川久男                                 | 寒竹清隆            | 木暮輝夫          |
| 第78話  | 7月18日         | やんちゃ姫とかなづち一休                                                 | 辻真先                                   | 古沢日出夫          | 鈴木幸雄          |
| 第79話  | 7月25日         | まわる玉子とふしぎなこま                                                 | 福澤見                                   | 生頼昭憲            | 山口泰弘          |
| 第80話  | 8月1日          | 朝顔と一杯の水                                                           | 田代淳二                                 | 今沢哲男            | 山本福雄          |
| 第81話  | 8月8日          | お説教とがまんくらべ                                                     | 大川久男                                 | 古沢日出夫          | 石黒育            |
| 第82話  | 8月15日         | インコと千燈供養                                                         | 田代淳二                                 | 寒竹清隆            | 木暮輝夫          |
| 第83話  | 8月22日         | 大根問答と一日和尚                                                       | 辻真先                                   | 新田義方            | 新田敏夫          |
| 第84話  | 8月29日         | だんごとおかしな手紙                                                     | 石田悠                                   | 矢吹公郎 吉沢高志   | 森利夫            |
| 第85話  | 9月5日          | こよりとものぐさ六助                                                     | 田代淳二                                 | 今沢哲男            | 山本福雄          |
| 第86話  | 9月12日         | しらけ麿とやんちゃ姫                                                     | 辻真先                                   | 古沢日出夫          | 鈴木幸雄          |
| 第87話  | 9月26日         | けち和尚と一文銭                                                         | 田代淳二                                 | 生頼昭憲            | 山口泰弘          |
| 第88話  | 10月3日         | 怪盗と龍のなみだ石                                                       | 福澤見                                   | 寒竹清隆            | 木暮輝夫          |
| 第89話  | 10月10日        | ごちそうと生きてる傘                                                     | 田代淳二                                 | 新田義方            | 富永貞義          |
| 第90話  | 10月17日        | 雨もりと手押車                                                           | 田代淳二                                 | 今沢哲男            | 山本福雄          |
| 第91話  | 10月24日        | 蛇と松たけ泥棒                                                           | 田代淳二                                 | 古沢日出夫          | 石黒育            |
| 第92話  | 10月31日        | もてもて弥生とでこぼこ一休                                               | 辻真先                                   | 寒竹清隆            | 木暮輝夫          |
| 第93話  | 11月7日         | いじわる桔梗屋と倒れた一休                                               | 辻真先                                   | 白土武              | 白土武            |
| 第94話  | 11月14日        | ギヤマンの壷と一尺の板                                                   | 金春智子                                 | 生頼昭憲            | 山口泰弘          |
| 第95話  | 11月21日        | 骸骨とそむいた一休                                                       | 辻真先                                   | 今沢哲男            | 山本福雄          |
| 第96話  | 11月28日        | 迷信と竜のおくりもの                                                     | 田代淳二                                 | 寒竹清隆            | 木暮輝夫          |
| 第97話  | 12月5日         | 初雪と三匹の仔犬                                                         | 田代淳二                                 | 古沢日出夫          | 田島実            |
| 第98話  | 12月12日        | がんこ爺さんと犬の恩返し                                                 | 大川久男                                 | 新田義方            | 富永貞義          |
| 第99話  | 12月19日        | 大きなうそと大きな贈物                                                   | 田代淳二                                 | 今沢哲男            | 山本福雄          |
| 第100話 | 1978年 1月9日   | 一休の初夢とやんちゃ姫                                                   | 辻真先                                   | 寒竹清隆            | 木暮輝夫          |
| 第101話 | 1月16日         | 二頭の馬と能ある鷹                                                       | 辻真先                                   | 白土武              | 白土武            |
| 第102話 | 1月23日         | 村の引越しと山の引越し                                                   | 金春智子                                 | 古沢日出夫          | 石黒育            |
| 第103話 | 1月30日         | 雪だるまと拾ったさいふ                                                   | 田代淳二                                 | 白土武              | 白土武            |
| 第104話 | 2月6日          | 剣術と力くらべ                                                           | 福澤見                                   | 新田義方            | 富永貞義          |
| 第105話 | 2月13日         | 昼ちょうちんと黒いみかん                                                 | 大川久男                                 | 新田義方            | 石黒育            |
| 第106話 | 2月20日         | 長いわらじと兄弟げんか                                                   | 田代淳二                                 | 生頼昭憲            | 山口泰弘          |
| 第107話 | 2月27日         | 大きなつぼとかんちがい                                                   | 田代淳二                                 | 寒竹清隆            | 木暮輝夫          |
| 第108話 | 3月6日          | とんちくらべとおもいやり                                                 | 福澤見                                   | 今沢哲男            | 山本福雄          |
| 第109話 | 3月13日         | 売られた喧嘩と大親分                                                     | 田代淳二                                 | 古沢日出夫          | 石黒育            |
| 第110話 | 3月20日         | のせられた船とにぎりめし                                                 | 田代淳二                                 | 今沢哲男            | 山本福雄          |
| 第111話 | 3月27日         | とんち将軍と南蛮時計                                                     | 田代淳二                                 | 寒竹清隆            | 木暮輝夫          |
| 第112話 | 4月10日         | お花見と拾ったお金                                                       | 田代淳二                                 | 白土武              | 白土武            |
| 第113話 | 4月17日         | 生の料理とからかさ連判                                                   | 田代淳二                                 | 新田義方            | 石黒育            |
| 第114話 | 4月24日         | びっくり箱とちぐはぐ三人旅                                               | 辻真先                                   | 今沢哲男            | 端名貴勇          |
| 第115話 | 5月1日          | やんちゃ姫と遊び相手                                                     | 辻真先                                   | 生頼昭憲            | 山口泰弘          |
| 第116話 | 5月8日          | 馬のお風呂としょうぶの節句                                               | 田代淳二                                 | 寒竹清隆            | 木暮輝夫          |
| 第117話 | 5月15日         | さかだちと力じまん                                                       | 田代淳二                                 | 白土武              | 白土武            |
| 第118話 | 5月22日         | 馬の角とたくさんのおにぎり                                               | 金春智子                                 | 新田義方            | 富永貞義          |
| 第119話 | 5月29日         | 雷さまとおねしょ一休                                                     | 山浦弘靖                                 | 古沢日出夫          | 松本清            |
| 第120話 | 6月5日          | 新右ェ門と姫のいとしさ                                                   | 辻真先                                   | 今沢哲男            | 山本福雄          |
| 第121話 | 6月12日         | 弥生さんと古い証文                                                       | 田代淳二                                 | 寒竹清隆            | 木暮輝夫          |
| 第122話 | 6月19日         | うぬぼれ若君とてんつくてん                                               | 藤川桂介                                 | 白土武              | 白土武            |
| 第123話 | 6月26日         | 動かぬ輿と動いた絵                                                       | 辻真先                                   | 石黒育              | 黒石竜            |
| 第124話 | 7月3日          | 雨がえるとのこった一文                                                   | 田代淳二                                 | 生頼昭憲            | 山口泰弘          |
| 第125話 | 7月10日         | 大泥棒ととんち和尚                                                       | 藤川桂介                                 | 寒竹清隆            | 木暮輝夫          |
| 第126話 | 7月17日         | 安い着物と高い陰                                                         | 金春智子                                 | 古沢日出夫          | 松本清            |
| 第127話 | 7月24日         | どちて坊やとてるてる坊主                                                 | 山浦弘靖                                 | 今沢哲男            | 山本福雄          |
| 第128話 | 7月31日         | わがまま将軍と小猿の剣術                                                 | 藤川桂介                                 | 新田義方            | 富永貞義          |
| 第129話 | 8月7日          | やんちゃ姫と弥生の孝行                                                   | 辻真先                                   | 白土武              | 白土武            |
| 第130話 | 8月14日         | 暑い坂道と冷汗将軍                                                       | 雨宮雄児                                 | 寒竹清隆            | 木暮輝夫          |
| 第131話 | 8月21日         | 西瓜どろぼうと名裁判                                                     | 田代淳二                                 | 石黒育              | 黒石竜            |
| 第132話 | 8月28日         | 螢火とまぼろしの姫                                                       | 山浦弘靖                                 | 生頼昭憲            | 山口泰弘          |
| 第133話 | 9月4日          | となりのはなと子供の喧嘩                                                 | 大川久男                                 | 古沢日出夫          | 松本清            |
| 第134話 | 9月11日         | 母のない子と渡り鳥                                                       | 田代淳二                                 | 寒竹清隆            | 木暮輝夫          |
| 第135話 | 9月18日         | からくり人形と鬼の面                                                     | 藤川桂介                                 | 今沢哲男            | 山本福雄          |
| 第136話 | 10月9日         | やんちゃ姫と豪傑赤ちゃん                                                 | 辻真先                                   | 白土武              | 白土武            |
| 第137話 | 10月16日        | 二匹の猫と急がばまわれ                                                   | 田代淳二                                 | 石黒育              | 松本清            |
| 第138話 | 10月23日        | まんが老人とひよこの一休                                                 | 藤川桂介                                 | 寒竹清隆            | 木暮輝夫          |
| 第139話 | 10月30日        | どちて坊やとどちて騒動                                                   | 山浦弘靖                                 | 今沢哲男            | 山本福雄          |
| 第140話 | 11月6日         | 風邪将軍と水になった鷹                                                   | 藤川桂介                                 | 寒竹清隆            | 木暮輝夫          |
| 第141話 | 11月13日        | みんなのとんちと温泉旅                                                   | 辻真先                                   | 白土武              | 白土武            |
| 第142話 | 11月20日        | 桔梗屋さんと一たす一                                                     | 金春智子                                 | 生頼昭憲            | 山口泰弘          |
| 第143話 | 11月27日        | 夜ふかし将軍と一休の良薬                                                 | 大川久男                                 | 石黒育              | 松本清            |
| 第144話 | 12月4日         | 怒りんぼ将軍と笑った犬                                                   | 大川久男                                 | 今沢哲男            | 山本福雄          |
| 第145話 | 12月11日        | 奉行の試験と飛んだ答案                                                   | 田代淳二                                 | 寒竹清隆            | 木暮輝夫          |
| 第146話 | 12月18日        | けち将軍ともちつき大会                                                   | 田代淳二                                 | 古沢日出夫          | 松本清            |
| 第147話 | 1979年 1月8日   | やんちゃ姫と消えた将軍                                                   | 辻真先                                   | 生頼昭憲            | 山口泰弘          |
| 第148話 | 1月15日         | 金の成る木と酔っぱらい                                                   | 大川久男                                 | 寒竹清隆            | 木暮輝夫          |
| 第149話 | 1月22日         | どちて坊やとやんちゃ姫                                                   | 辻真先                                   | 白土武              | 白土武            |
| 第150話 | 1月29日         | お猫様とひげ騒動                                                         | 山浦弘靖                                 | 今沢哲男            | 山本福雄          |
| 第151話 | 2月12日         | 女らしさと男らしさ                                                       | 田代淳二                                 | 生頼昭憲            | 高橋信也          |
| 第152話 | 2月19日         | 近江八景と口は災いのもと                                                 | 田代淳二                                 | 新田義方            | 富永貞義          |
| 第153話 | 2月26日         | 勝負の鬼ととんち剣法                                                     | 金春智子                                 | 寒竹清隆            | 木暮輝夫          |
| 第154話 | 3月5日          | ひな人形とてるてる坊主                                                   | 田代淳二                                 | 石黒育              | 松本清            |
| 第155話 | 3月12日         | 雪女と人さらい                                                           | 山浦弘靖                                 | 白土武              | 白土武            |
| 第156話 | 3月19日         | 一日お役人と一休人形                                                     | 大川久男                                 | 今沢哲男            | 山本福雄          |
| 第157話 | 3月26日         | 将軍様とお祝餅                                                           | 雨宮雄児                                 | 寒竹清隆            | 木暮輝夫          |
| 第158話 | 4月2日          | やんちゃ姫とおすまし姫                                                   | 辻真先                                   | 生頼昭憲            | 山口泰弘          |
| 第159話 | 4月9日          | 花まつりとそうめん                                                       | 田代淳二                                 | 寒竹清隆            | 木暮輝夫          |
| 第160話 | 4月16日         | 欲ばり損とくたびれもうけ                                                 | 田代淳二                                 | 白土武              | 白土武            |
| 第161話 | 4月23日         | さよの花嫁さんと花嫁の母                                                 | 山浦弘靖                                 | 寒竹清隆            | 細田義男          |
| 第162話 | 4月30日         | 運動会と小坊主たち                                                       | 大川久男                                 | 今沢哲男            | 山本福雄          |
| 第163話 | 5月7日          | 長いじゅずと損した一文                                                   | 田代淳二                                 | 石黒育              | 松本清            |
| 第164話 | 5月14日         | るす番将軍といじわる問答                                                 | 大川久男                                 | 寒竹清隆            | 木暮輝夫          |
| 第165話 | 5月21日         | 鎌倉とさよのそっくりさん                                                 | 山浦弘靖                                 | 白土武              | 白土武            |
| 第166話 | 5月28日         | 帰った一休と消えたやんちゃ姫                                             | 辻真先                                   | 寒竹清隆            | 木暮輝夫          |
| 第167話 | 6月4日          | 娘ひとりと聟三人                                                         | 大川久男                                 | 今沢哲男            | 山本福雄          |
| 第168話 | 6月11日         | 安い孔雀と紙に包んだ火                                                   | 山本真帆                                 | 生頼昭憲            | 細田義男          |
| 第169話 | 6月18日         | やんちゃ姫とうず潮騒動                                                   | 山浦弘靖                                 | 石黒育              | 松本清            |
| 第170話 | 6月25日         | 拾った子どもと道後温泉                                                   | 辻真先                                   | 白土武              | 白土武            |
| 第171話 | 7月2日          | 琵琶法師と源平合戦                                                       | 田代淳二                                 | 生頼昭憲            | 細田義男          |
| 第172話 | 7月9日          | 地獄坂と天神さま                                                         | 大川久男                                 | 今沢哲男            | 山本福雄          |
| 第173話 | 7月16日         | 土産話としゃべる熊                                                       | 藤川桂介                                 | 寒竹清隆            | 木暮輝夫          |
| 第174話 | 8月6日          | たいくつ将軍とうそも方便                                                 | 辻真先                                   | 今沢哲男            | 山本福雄          |
| 第175話 | 8月13日         | 地獄の亡者と釜ゆで将軍                                                   | 田代淳二                                 | 寒竹清隆            | 木暮輝夫          |
| 第176話 | 8月27日         | 将軍さまと夏休み                                                         | 山浦弘靖                                 | 石黒育              | 松本清            |
| 第177話 | 9月10日         | やんちゃ姫とやんちゃ丸                                                   | 辻真先                                   | 白土武              | 白土武            |
| 第178話 | 9月17日         | 三日ぼうずと水遊び                                                       | 大川久男                                 | 生頼昭憲            | 細田義男          |
| 第179話 | 9月24日         | 迷惑将軍と割れた茶わん                                                   | 金春智子                                 | 今沢哲男            | 山本福雄          |
| 第180話 | 10月8日         | 秀念さんと恋文騒動                                                       | 山浦弘靖                                 | 寒竹清隆            | 木暮輝夫          |
| 第181話 | 10月15日        | 将軍さまとだまし合戦                                                     | 金春智子                                 | 石黒育              | 松本清            |
| 第182話 | 10月22日        | 母上さまと損したとんち                                                   | 田代淳二                                 | 白土武              | 白土武            |
| 第183話 | 10月29日        | 黙念さんと山伏騒動                                                       | 田代淳二                                 | 寒竹清隆            | 木暮輝夫          |
| 第184話 | 11月5日         | 天狗の一休と将軍の挑戦                                                   | 金春智子                                 | 宮崎信也            | 細田義男          |
| 第185話 | 11月12日        | 雨もりとトンチ時雨                                                       | 山浦弘靖                                 | 今沢哲男            | 山本福雄          |
| 第186話 | 11月19日        | 謎歌と食いしんぼ陳念                                                     | 辻真先                                   | 石黒育              | 松本清            |
| 第187話 | 11月26日        | 虎と橋と化かされた将軍                                                   | 田代淳二                                 | 寒竹清隆            | 木暮輝夫          |
| 第188話 | 12月3日         | やんちゃ姫と小町合戦                                                     | 辻真先                                   | 白土武              | 白土武            |
| 第189話 | 12月10日        | 生まれ代りと本を読む猫                                                   | 大川久男                                 | 宮崎信也            | 細田義男          |
| 第190話 | 12月17日        | 二人一休と偽もの騒ぎ                                                     | 山浦弘靖                                 | 今沢哲男            | 山本福雄          |
| SP      | 12月24日        | 母への贈りものと一休の怒り                                               | 坂梨港 矢吹公郎 辻真先 山崎忠昭 田代淳二 | 矢吹公郎 今沢哲男   | 我妻宏 端名貴勇   |
| 第191話 | 1980年 1月7日   | 高い買物ととんち通行料                                                   | 金春智子                                 | 石黒育              | 松本清            |
| 第192話 | 1月14日         | 怒ったタマと桔梗屋の泣きっつら                                           | 藤川桂介                                 | 寒竹清隆            | 木暮輝夫          |
| 第193話 | 1月21日         | さらわれた弥生と雷の脱走                                                 | 辻真先                                   | 白土武              | 白土武            |
| 第194話 | 1月28日         | おばあちゃんとずっこけ一休                                               | 筒井ともみ                               | 宮崎信也            | 細田義男          |
| 第195話 | 2月4日          | 寒がり将軍と一休だるま                                                   | 大川久男                                 | 今沢哲男            | 山本福雄          |
| 第196話 | 2月18日         | わけられない馬と とんちの教え                                            | 田代淳二                                 | 石黒育              | 松本清            |
| 第197話 | 2月25日         | どろぼうと泣いた利兵衛                                                   | 田代淳二                                 | 寒竹清隆            | 木暮輝夫          |
| 第198話 | 3月3日          | やんちゃ姫と噂ばなし                                                     | 辻真先                                   | 白土武              | 白土武            |
| 第199話 | 3月10日         | 金の仏像とふられた秀念                                                   | 田代淳二                                 | 寒竹清隆            | 細田義男          |
| 第200話 | 3月17日         | 新右ェ門の失敗と裸ンぼ将軍                                               | 大川久男                                 | 今沢哲男            | 我妻宏            |
| 第201話 | 3月31日         | しみ抜きとなぐられた将軍                                                 | 田代淳二                                 | 石黒育              | 石黒育            |
| 第202話 | 4月7日          | あばれ者と新右ェ門の勇気                                                 | 田代淳二                                 | 白土武              | 白土武            |
| 第203話 | 4月14日         | 欲ばり桔梗屋とだまされた将軍                                             | 大川久男                                 | 寒竹清隆            | 木暮輝夫          |
| 第204話 | 4月21日         | 無用の用と小坊主さん                                                     | 山浦弘靖                                 | 寒竹清隆            | 細田義男          |
| 第205話 | 4月28日         | そっくりさんとしばられた将軍                                             | 田代淳二                                 | 石黒育              | 石黒育            |
| 第206話 | 5月12日         | お花見とけちんぼ将軍                                                     | 大川久男                                 | 白土武              | 白土武            |
| 第207話 | 5月19日         | 逃げたうなぎとおぼれたカッパ                                             | 田代淳二                                 | 寒竹清隆            | 木暮輝夫          |
| 第208話 | 5月26日         | いとしい姫とお見合騒動                                                   | 山浦弘靖                                 | 寒竹清隆            | 細田義男          |
| 第209話 | 6月2日          | やんちゃ姫と花嫁修業                                                     | 辻真先                                   | 永樹凡人            | 細田義男          |
| 第210話 | 6月9日          | 犬将軍と桔梗屋狸                                                         | 大川久男                                 | 石黒育              | 石黒育            |
| 第211話 | 6月16日         | 琵琶のたたりとかぶれた将軍                                               | 田代淳二                                 | 寒竹清隆            | 木暮輝夫          |
| 第212話 | 6月23日         | さよの涙と金の鳩                                                         | 筒井ともみ                               | 永樹凡人            | 白土武            |
| 第213話 | 6月30日         | 弥生の縁談とやきもち秀念                                                 | 田代淳二                                 | 寒竹清隆            | 細田義男          |
| 第214話 | 7月7日          | 文字ぐさりと将軍のお守り                                                 | 辻真先                                   | 永樹凡人            | 細田義男          |
| 第215話 | 7月14日         | 天中殺とおかしな鳥                                                       | 大川久男                                 | 石黒育              | 石黒育            |
| 第216話 | 7月21日         | 落した扇と赤い雲                                                         | 福澤見                                   | 寒竹清隆            | 木暮輝夫          |
| 第217話 | 7月28日         | 掛軸と消えた白馬                                                         | 金子武郎                                 | 白土武              | 白土武            |
| SP      | 8月25日         | 大暴れやんちゃ姫                                                         |                                          |                     |                   |
| 第218話 | 9月1日          | 奉行いらずと損した桔梗屋                                                 | 田代淳二                                 | 寒竹清隆            | 細田義男          |
| 第219話 | 9月8日          | 三羽の鳥とあほう鳥                                                       | 大川久男                                 | 石黒育              | 石黒育            |
| 第220話 | 9月15日         | やんちゃ姫とはりきり将軍                                                 | 辻真先                                   | 寒竹清隆            | 木暮輝夫          |
| 第221話 | 9月22日         | 宝の壺と大蛇山                                                           | 大川久男                                 | 永樹凡人            | 細田義男          |
| 第222話 | 10月6日         | こじつけ将軍と屁りくつ一休                                               | 大川久男                                 | 白土武              | 白土武            |
| 第223話 | 10月13日        | 笑魂丹とにせ上人                                                         | 金子武郎                                 | 寒竹清隆            | 細田義男          |
| 第224話 | 10月20日        | 秋風とみ仏のいない陳念                                                   | 田代淳二                                 | 石黒育              | 石黒育            |
| 第225話 | 10月27日        | いたずら猿と変身うさぎ                                                   | 福澤見                                   | 永樹凡人            | 木暮輝夫          |
| 第226話 | 11月10日        | 琵琶湖のなまずと避難袋                                                   | 金子武郎                                 | 寒竹清隆            | 細田義男          |
| 第227話 | 11月17日        | 猫ババ将軍と一休うちわ                                                   | 大川久男                                 | 白土武              | 白土武            |
| 第228話 | 11月24日        | やんちゃ姫と刈入れの秋                                                   | 辻真先                                   | 永樹凡人            | 木暮輝夫          |
| 第229話 | 12月1日         | お子様料金とゴミ将軍                                                     | 大川久男                                 | 寒竹清隆            | 菊池城二          |
| 第230話 | 12月8日         | 親孝行とくらべ馬                                                         | 金子武郎                                 | 石黒育              | 石黒育            |
| 第231話 | 12月15日        | インコとほしがり将軍                                                     | 田代淳二                                 | 寒竹清隆            | 細田義男          |
| 第232話 | 12月22日        | 里帰りとみんなの思いやり                                                 | 田代淳二                                 | 石黒育              | 石黒育            |
| 第233話 | 1981年 1月5日   | お正月とやんちゃ姫                                                       | 田代淳二                                 | 生頼昭憲            | 木暮輝夫          |
| 第234話 | 1月12日         | 明国の使節と老大工                                                       | 福澤見                                   | 白土武              | 白土武            |
| 第235話 | 1月19日         | おしゃべり薬ととんち饅頭                                                 | 大川久男                                 | 寒竹清隆            | 細田義男          |
| 第236話 | 1月26日         | がんこ和尚とたけのこ将軍                                                 | 大川久男                                 | 寒竹清隆            | 菊池城二          |
| 第237話 | 2月2日          | 大雪とさよのくし                                                         | 田代淳二                                 | 白土武              | 白土武            |
| 第238話 | 2月9日          | とんち問答と将軍さまの直筆                                               | 大川久男                                 | 永樹凡人            | 木暮輝夫          |
| 第239話 | 2月16日         | しつけとふたりのやんちゃ姫                                               | 辻真先                                   | 石黒育              | 松本清            |
| 第240話 | 2月23日         | なまけ将軍と自動足踏器                                                   | 田代淳二                                 | 寒竹清隆            | 細田義男          |
| 第241話 | 3月2日          | ひな祭りとこぼれた白酒                                                   | 田代淳二                                 | 白土武              | 白土武            |
| 第242話 | 3月9日          | 木馬としばられた将軍                                                     | 田代淳二                                 | 永樹凡人            | 木暮輝夫          |
| 第243話 | 3月16日         | にせ花聟と消えたジュズ                                                   | 辻真先                                   | 石黒育              | 松本清            |
| 第244話 | 3月23日         | たいくつ将軍と見えない献上品                                             | 大川久男                                 | 寒竹清隆            | 細田義男          |
| 第245話 | 3月30日         | 大泥棒と雪の密室                                                         | 辻真先                                   | 永樹凡人            | 木暮輝夫          |
| SP      | 4月6日          | 春の一休さん大会 - 死なない薬と馬鹿げた船 - 歩くなっぱと桔梗屋の証文     |                                          |                     |                   |
| 第246話 | 4月20日         | 花見酒と酔いどれ医者                                                     | 大川久男                                 | 鈴木幸雄            | 松本清            |
| 第247話 | 4月27日         | ごまかした桔梗屋と猿の仕返し                                             | 大川久男                                 | 寒竹清隆            | 上村栄司          |
| 第248話 | 5月4日          | 夢の水墨画ととんち合戦                                                   | 白石幸男                                 | 永樹凡人            | 木暮輝夫          |
| 第249話 | 5月11日         | 墨つくりと桔梗屋の買占め                                                 | 田代淳二                                 | 生頼昭憲            | 白土武            |
| 第250話 | 5月25日         | やんちゃ姫とつっぱり若さま                                               | 辻真先                                   | 石黒育              | 石黒育            |
| 第251話 | 6月1日          | 蘭の花と将軍の贈りもの                                                   | 田代淳二                                 | 寒竹清隆            | 細田義男          |
| 第252話 | 6月8日          | 赤いふなと入れ札将軍                                                     | 田代淳二                                 | 寒竹清隆            | 上村栄司          |
| 第253話 | 6月15日         | とんち娘と葦手書き                                                       | 白石幸男                                 | 永樹凡人            | 木暮輝夫          |
| 第254話 | 6月29日         | 逃げた鷹ととんち笛                                                       | 田代淳二                                 | 白土武              | 白土武            |
| 第255話 | 7月6日          | だだっ子将軍とかみそり一休                                               | 大川久男                                 | 鈴木幸雄            | 石黒育            |
| 第256話 | 7月13日         | うそと四人のやんちゃ姫                                                   | 辻真先                                   | 寒竹清隆            | 細田義男          |
| 第257話 | 7月20日         | 一日養女と粘土遊び                                                       | 辻真先                                   | 永樹凡人            | 木暮輝夫          |
| 第258話 | 8月10日         | 空とぶうさぎとお月さま                                                   | 田代淳二                                 | 寒竹清隆            | 上村栄司          |
| 第259話 | 8月17日         | 殴られ損と一休裁き                                                       | 大川久男                                 | 白土武              | 白土武            |
| 第260話 | 8月31日         | ひとつ家と嵐の道ゆき                                                     | 辻真先                                   | 石黒育              | 石黒育            |
| 第261話 | 9月7日          | 白鬼と小さな里帰り                                                       | 田代淳二                                 | 矢吹公郎            | 木暮輝夫          |
| 第262話 | 9月14日         | 犯人さがしと安売り合戦                                                   | 大川久男                                 | 寒竹清隆            | 細田義男          |
| 第263話 | 9月21日         | 遠来の客と困った和尚                                                     | 田代淳二                                 | 寒竹清隆            | 上村栄司          |
| 第264話 | 10月5日         | 秀念のとんちと七福神盗賊                                                 | 白石幸男                                 | 永樹凡人            | 木暮輝夫          |
| 第265話 | 10月12日        | がめつい駕籠屋とくたびれ損                                               | 辻真先 小柳順治                          | 鈴木幸雄            | 石黒育            |
| 第266話 | 10月26日        | 悪のり新右ヱ門と天気予報                                                 | 辻真先 田中理絵子                        | 永樹凡人            | 白土武            |
| 第267話 | 11月2日         | 断食くらべとあやまった将軍                                               | 田代淳二                                 | 矢吹公郎            | 石黒育            |
| 第268話 | 11月16日        | にわとりの卵と将軍のたくらみ                                             | 田代淳二                                 | 寒竹清隆            | 木暮輝夫          |
| 第269話 | 11月23日        | 灯りと煙にまかれた桔梗屋                                                 | 田代淳二                                 | 寒竹清隆            | 細田義男          |
| 第270話 | 11月30日        | 父と娘の名裁き                                                           | 田代淳二                                 | 永樹凡人            | 木暮輝夫          |
| 第271話 | 12月7日         | 海賊と十年目の友情                                                       | 田代淳二                                 | 寒竹清隆            | 上村栄司          |
| 第272話 | 12月14日        | やんちゃ姫と末姫さま                                                     | 辻真先                                   | 石黒育              | 石黒育            |
| 第273話 | 12月21日        | はやりかぜと一休大明神                                                   | 田代淳二                                 | 白土武              | 白土武            |
| SP      | 12月28日        | 年忘れ一休さん大会 - すずめ焼と泣いた桔梗屋 - 一文の助けあいと将軍の意地 |                                          |                     |                   |
| 第274話 | 1982年 1月11日  | やんちゃ姫と無茶苦茶修業                                                 | 筒井ともみ                               | 生頼昭憲            | 木暮輝夫          |
| 第275話 | 1月18日         | 口のきけないさよとかんちがい                                             | 田代淳二                                 | 永樹凡人            | 細田義男          |
| 第276話 | 1月25日         | 将軍の水と井戸におちた猫                                                 | 田代淳二                                 | 鈴木幸雄            | 石黒育            |
| 第277話 | 2月1日          | 和尚様のとんちと一休断ち                                                 | 田代淳二                                 | 白土武              | 白土武            |
| 第278話 | 2月8日          | 大雪と欲ばり桔梗屋                                                       | 田代淳二                                 | 寒竹清隆            | 石黒育            |
| 第279話 | 2月15日         | おろした看板と将軍の夢                                                   | 田代淳二                                 | 永樹凡人            | 細田義男          |
| 第280話 | 2月22日         | 生き返った桔梗屋と破った証文                                             | 駒田博之                                 | 寒竹清隆            | 木暮輝夫          |
| 第281話 | 3月8日          | 怒った新右ェ門とクビキリ将軍                                             | 田代淳二                                 | 石黒育              | 石黒育            |
| 第282話 | 3月15日         | 朝市と大きい一坪                                                         | 田代淳二                                 | 白土武              | 白土武            |
| 第283話 | 3月22日         | おねしょと新右ェ門のちえ                                                 | 田代淳二                                 | 寒竹清隆            | 石黒育            |
| 第284話 | 3月29日         | やんちゃ姫と霞の宴                                                       | 辻真先                                   | 石黒育              | 木暮輝夫          |
| 第285話 | 4月5日          | 将軍の猫となめんなよ                                                     | 田代淳二                                 | 鈴木幸雄            | 石黒育            |
| 第286話 | 4月12日         | のぼせた桔梗屋と思いちがい                                               | 田代淳二                                 | 古沢日出夫          | 木暮輝夫          |
| 第287話 | 4月19日         | 一休床屋と目移りびようぶ                                                 | 大川久男                                 | 寒竹清隆            | 石黒育            |
| 第288話 | 4月26日         | 歩けないこどもと母上のいましめ                                           | 田代淳二                                 | 白土武              | 白土武            |
| 第289話 | 5月3日          | 弥生の婿とやきもち秀念                                                   | 田代淳二                                 | 矢吹公郎            | 松本清            |
| 第290話 | 5月10日         | 麦刈りと底のない桶                                                       | 大川久男                                 | 石黒育              | 木暮輝夫          |
| 第291話 | 5月17日         | 仲たがいの新右ヱ門と末姫さま                                             | 田代淳二                                 | 寒竹清隆            | 石黒育            |
| 第292話 | 5月24日         | 買い食いとやんちゃ姫                                                     | 辻真先                                   | 白土武              | 白土武            |
| 第293話 | 5月31日         | 雨漏り寺と思わぬ大金                                                     | 田代淳二                                 | 鈴木幸雄            | 石黒育            |
| 第294話 | 6月14日         | こげたご飯とやきもち一休                                                 | 田代淳二                                 | 石黒育              | 木暮輝夫          |
| 第295話 | 6月21日         | 牢に入った新右ヱ門と一休の仕返し                                         | 田代淳二                                 | 寒竹清隆            | 木暮輝夫          |
| 第296話 | 6月28日         | 母よ!友よ!安国寺よ!さようなら                                            | 田代淳二                                 | 矢吹公郎            | 松本清            |

## 放送局
系列は放送当時の系列。
| 放送地域                | 放送局             | 放送系列                                     | 放送日時 | 備考                                                                |
| ----------------------- | ------------------ | -------------------------------------------- | --- | ------------------------------------------------------------------- |
| 関東広域圏              | テレビ朝日         | テレビ朝日系列                               | 水曜 19:30 - 20:00（第20話まで） → 月曜 19:30 - 20:00（第21話から） | 製作局 1977年3月まではNETテレビ。                                   |
| 北海道                  | 北海道テレビ       | テレビ朝日系列                               | 水曜 19:30 - 20:00（第20話まで） → 月曜 19:30 - 20:00（第21話から） |                                                                     |
| 青森県                  | 青森放送           | 日本テレビ系列 テレビ朝日系列                | 木曜 17:30 - 18:00（1978年9月中旬 - 10月上旬時点） |                                                                     |
| 岩手県                  | テレビ岩手         | 日本テレビ系列 テレビ朝日系列                | 日曜 9:00 - 9:30 | 1980年3月まで放送。                                                 |
| 岩手県                  | 岩手放送           | TBS系列                                      | 土曜 16:25 - 16:55（1980年4月 - 10月4日） → 月曜 17:30 - 18:00（1980年10月6日から）→ 月曜 17:00 - 17:30（1982年6月時点）                                                                           | 現・IBC岩手放送 1980年4月から放送。                                 |
| 秋田県                  | 秋田放送           | 日本テレビ系列                               | 火曜 17:00 - 17:30（1978年9月中旬 - 10月上旬時点） → 土曜 7:00 - 7:30（1982年3月中旬 - 4月上旬時点）→ 金曜17:30-18:00                                                                              |                                                                     |
| 山形県                  | 山形テレビ         | フジテレビ系列 テレビ朝日系列                | 金曜 17:30 - 18:00（1975年11月開始時点） → 金曜 17:28 - 17:58（1976年5月時点） → 金曜 18:00 - 18:30（1978年2月時点） → 金曜 17:00 - 17:30（1979年2月中旬 - 3月上旬時点）→ 月曜ー金曜17：30-18:00   | 1980年3月まで放送。                                                 |
| 山形県                  | 山形放送           | 日本テレビ系列 テレビ朝日系列                | 水曜 19:00 - 19:30（1980年7月中旬 - 8月上旬時点） | 1980年4月から放送。                                                 |
| 宮城県                  | 東日本放送         | テレビ朝日系列                               | 水曜 19:30 - 20:00（第20話まで） → 月曜 19:30 - 20:00（第21話から） |                                                                     |
| 福島県                  | 福島中央テレビ     | 日本テレビ系列 テレビ朝日系列                | 火曜 18:00 - 18:30（第6話まで） → 金曜 17:00 - 17:30（第7話 - 1976年9月24日） → 土曜 18:00 - 18:30（1976年10月 - 1981年6月）                                                                       | 1981年6月まで。                                                     |
| 福島県                  | 福島放送           | テレビ朝日系列                               | 月曜 19:30 - 20:00（第263話から） | [ 注釈 6 ]                                                          |
| 新潟県                  | 新潟放送           | TBS系列                                      | 木曜 18:00 - 18:30（1977年2月時点） → 木曜 17:30 - 18:00（1977年9月時点） → 火曜 17:30 - 18:00 | 1981年3月まで放送。                                                 |
| 新潟県                  | 新潟総合テレビ     | フジテレビ系列 テレビ朝日系列                | 月曜 19:30 - 20:00 | 現・NST新潟総合テレビ 1981年4月から                                 |
| 山梨県                  | 山梨放送           | 日本テレビ系列                               | 木曜 17:30 - 18:00（1978年9月中旬 - 10月上旬時点） |                                                                     |
| 長野県                  | 信越放送           | TBS系列                                      | 日曜 18:00 - 18:30（1976年5月 - 6月時点）→ 金曜 17:00 - 17:30（1978年3月時点） → 木曜 19:00 - 19:30（1978年9月中旬 - 10月上旬時点）                                                                | [ 注釈 7 ]                                                          |
| 静岡県                  | 静岡放送           | TBS系列                                      | 日曜 16:00 - 16:30（1976年5月時点） → 木曜 19:00 - 19:30 | 1978年9月まで放送                                                   |
| 静岡県                  | 静岡けんみんテレビ | テレビ朝日系列                               | 月曜 19:30 - 20:00 | 現・静岡朝日テレビ 1978年10月から放送                               |
| 富山県                  | 北日本放送         | 日本テレビ系列                               | 月曜 17:20 - 17:50（放送開始当初）→ 土曜 8:00 - 8:30（1978年4月時点）→ 土曜 10:30 - 11:00（1982年4月10日放送再開時および1983年7月時点）                                                            | 1976年6月14日から放送。 一旦打ち切りを経て1982年4月10日に放送再開。 |
| 石川県                  | 北陸放送           | TBS系列                                      | 火曜 17:00 - 17:30（1978年9月中旬 - 10月上旬時点） → 火曜 17:30 - 18:00（1982年3月中旬 - 4月上旬時点）                                                                                             |                                                                     |
| 福井県                  | 福井放送           | 日本テレビ系列                               | 水曜 18:00 - 18:30（1978年9月中旬 - 10月上旬時点） |                                                                     |
| 中京広域圏              | 名古屋テレビ       | テレビ朝日系列                               | 水曜 19:30 - 20:00（第20話まで）→ 月曜 19:30 - 20:00（第21話から） |                                                                     |
| 近畿広域圏              | 朝日放送           | テレビ朝日系列                               | 水曜 19:30 - 20:00（第20話まで）→ 月曜 19:30 - 20:00（第21話から） | 現・朝日放送テレビ                                                  |
| 島根県・鳥取県          | 山陰中央テレビ     | フジテレビ系列                               | 木曜 17:55 - 18:25（1978年9月中旬 - 10月上旬時点） → 月曜 19:00 - 19:30（1979年2月中旬 - 3月上旬時点）                                                                                             |                                                                     |
| 岡山県                  | 岡山放送           | フジテレビ系列 テレビ朝日系列                | 水曜 18:00 - 18:30（1978年9月中旬 - 10月上旬時点） → 日曜 10:30 - 11:00（1979年2月中旬 - 3月上旬時点）                                                                                             | 1979年3月の岡山・香川の電波相互乗り入れまで                         |
| 広島県                  | 広島ホームテレビ   | テレビ朝日系列                               | 水曜 19:30 - 20:00（第20話まで）→ 月曜 19:30 - 20:00（第21話から） | [ 注釈 8 ]                                                          |
| 山口県                  | テレビ山口         | TBS系列 フジテレビ系列 テレビ朝日系列        | 土曜 17:00 - 17:30（1978年9月まで） | 1978年10月に山口放送へネット移行                                    |
| 山口県                  | 山口放送           | 日本テレビ系列 テレビ朝日系列                | 木曜 17:15 - 17:45（1979年2月中旬 - 3月上旬時点） → 火曜 17:15 - 17:45（1982年3月中旬 - 4月上旬時点）                                                                                              | [ 注釈 9 ]                                                          |
| 徳島県                  | 四国放送           | 日本テレビ系列                               | 月曜 17:30 - 18:00（1978年9月上旬 - 10月上旬時点） |                                                                     |
| 香川県 → 香川県・岡山県 | 瀬戸内海放送       | テレビ朝日系列                               | 水曜 19:30 - 20:00（第20話まで）→ 月曜 19:30 - 20:00（第21話から） | [ 注釈 10 ]                                                         |
| 愛媛県                  | 愛媛放送           | フジテレビ系列                               | 月曜 19:00 - 19:30（1978年9月上旬 - 10月上旬時点） | 現・テレビ愛媛                                                      |
| 高知県                  | テレビ高知         | TBS系列                                      | 金曜 17:30 - 18:00（1978年9月上旬 - 10月上旬時点） → 金曜 17:00 - 17:30（1982年3月中旬 - 4月上旬時点）                                                                                             |                                                                     |
| 福岡県                  | 九州朝日放送       | テレビ朝日系列                               | 水曜 19:30 - 20:00（第20話まで）→ 月曜 19:30 - 20:00（第21話から） |                                                                     |
| 長崎県                  | 長崎放送           | TBS系列                                      | 金曜 17:15 - 17:45（1978年9月上旬 - 10月上旬時点） → 土曜 17:30 - 18:00（1979年10月時点） → 土曜 16:25 - 16:55（1981年9月中旬 - 10月上旬時点） → 火曜 16:50 - 17:20（1982年3月中旬 - 4月上旬時点） |                                                                     |
| 熊本県                  | 熊本放送           | TBS系列                                      | 火曜 17:30 - 18:00（1978年9月上旬 - 10月上旬時点） → 日曜 17:00 - 17:30 |                                                                     |
| 大分県                  | テレビ大分         | フジテレビ系列 日本テレビ系列 テレビ朝日系列 | 月曜 19:30 - 20:00（1978年9月上旬 - 10月上旬時点） |                                                                     |
| 宮崎県                  | テレビ宮崎         | フジテレビ系列 日本テレビ系列 テレビ朝日系列 | 金曜 17:55 - 18:25（1978年9月上旬 - 10月上旬時点） → 月曜 19:00 - 19:30（1979年9月中旬 - 10月上旬時点）                                                                                            |                                                                     |
| 鹿児島県                | 南日本放送         | TBS系列                                      | |                                                                     |
| 鹿児島県                | 鹿児島テレビ       | 日本テレビ系列 フジテレビ系列 テレビ朝日系列 | 月曜 17:20 - 17:50（1978年9月上旬 - 10月上旬時点） → 月曜 17:15 - 17:45（1979年9月中旬 - 10月上旬時点）                                                                                            | 移行時期不明                                                        |
| 沖縄県                  | 沖縄テレビ         | フジテレビ系列                               | 火曜 18:00 - 18:30（1978年9月上旬 - 10月上旬時点） → 火曜 17:30 - 18:00（1980年3月11日まで） | 1980年3月11日放送分で終了。                                         |

## 配信動画
Amazon.comの有料動画配信サービスであるAmazonビデオで全話が配信されている。
YouTubeでは、東映アニメーションによる第1話「てるてる坊主と小僧さん」の無料公開が行われている。一方2018年12月13日から2020年1月14日12:00まで、残りの295話が1ヶ月交代で分割して公開されていた。配信期間は次の通り（配信時刻は日本標準時）。
| 配信話 | 配信話 | 配信期間            | 配信期間            | 備考             |
| ------ | ------ | ------------------- | ------------------- | ---------------- |
| 2      | 20     | 2018年12月13日      | 2019年1月16日12:00  |                  |
| 2      | 20     | 2019年12月13日12:00 | 2020年1月14日12:00  | リピート配信     |
| 21     | 40     | 2019年1月16日12:00  | 2019年2月15日12:00  | ここから20話分   |
| 41     | 60     | 2019年2月15日12:00  | 2019年3月15日12:00  |                  |
| 60     | 80     | 2019年3月15日12:00  | 2019年4月12日12:00  |                  |
| 81     | 110    | 2019年4月12日12:00  | 2019年5月10日12:00  | この月は30話分   |
| 111    | 130    | 2019年5月10日12:00  | 2019年6月14日12:00  |                  |
| 131    | 150    | 2019年6月14日12:00  | 2019年7月12日12:00  |                  |
| 151    | 180    | 2019年7月12日12:00  | 2019年8月9日12:00   | ここからは30話分 |
| 181    | 210    | 2019年8月9日12:00   | 2019年9月13日12:00  | [ 注釈 11 ]      |
| 211    | 240    | 2019年9月13日12:00  | 2019年10月18日12:00 | [ 注釈 12 ]      |
| 241    | 270    | 2019年10月18日12:00 | 2019年11月15日12:00 | [ 注釈 13 ]      |
| 271    | 296    | 2019年11月15日12:00 | 2019年12月13日12:00 |                  |

なお配信されているオープニング映像にあるプロデューサーと制作のクレジットは、1975年10月当時の「NET」表記ではなく1977年4月以降の「テレビ朝日」表記になっており、また冒頭（さよちゃんの「一休さ〜ん」の場面）には初回から「中央児童福祉審議会推薦」がクレジットされている。これに対してアイキャッチ2種類は、先述の通り当時のバージョンをそのまま使用している。

## 劇場版
東映まんがまつりの1本として公開されている。
- 一休さん（1976年3月20日）第1話のブローアップ版。
- 一休さん 虎たいじ（1976年7月22日）第5話のブローアップ版。
- 一休さん おねしょお姫さま（1976年12月19日）第13話のブローアップ版。本作のみ一部地域での上映。
- 一休さん ちえくらべ（1977年3月19日）第2話のブローアップ版。
- 一休さんとやんちゃ姫（1978年3月18日）完全新作。
- 一休さん 春だ！やんちゃ姫（1981年3月14日）完全新作。

### 中国版映画
『聡明的一休之反斗公主』
2014年4月30日に中国で公開された『聡明的一休（一休さん）』劇場作品。原作の「味」をそのまま表現すべく、本作の作画監督を務めた日本の石黒育も参加。1997年での一休役中国語吹替を担当した王暁燕も起用。明朝のイタズラ皇女・玉蘭がとんち比べのため日本に来るという内容の放送終了後初の完全新作である。吹き替え版は制作されていない。。中国では1983年から日本版アニメを放送しており中国で最も愛された日本のアニメとして親しまれてきた。